# 콘 (밴드)
콘(Korn 또는 KoЯn)은 뉴 메탈의 효시로 알려져 있는 미국 캘리포니아주 베이커즈필드 출신 밴드이다. 콘은 다른 밴드와 함께 1990년대 중반 ~ 2000년대 초반의 뉴 메탈, 얼터너티브 메탈의 인기에 지대한 공헌을 했다.
뉴 메탈 팬이 아닌 사람들에게까지 큰 인기를 누리고 있는 대표곡 'Blind'를 비롯한 수많은 히트곡을 가지고 있는 콘은, 지금까지 미국에서만 2007년 6월 9일까지 1650만장 이상의 판매고를 기록 하고 있는 것은 물론, 그래미상에 6번 노미네이트되었으며, 2번 수상했다.

## 연혁

### 데뷔 앨범을 내기까지 (1993~1995)
콘의 주요 멤버들(레지널드 아비주(필디), 브라이언 웰치(헤드), 데이비드 실버리아)은 원래 L.A.P.D.라는 그룹에 속해 있었다. 1992년 L.A.P.D.의 보컬인 리처드 모릴이 마약 복용으로 팀을 떠나자 남은 셋은 제임스 샤퍼(멍키)와 코리 킹을 끌어들여 크립(Creep)을 새로 결성하였다. 그러나 코리의 보컬은 기대 이하였고 코리는 곧 팀을 떠나게 된다.
새로운 보컬리스트를 찾던 크립의 남은 네 멤버는, 섹스아트(Sexart)에서 활동하고 있던 조나단 데이비스에 주목하게 된다. 1993년 초에 그들은 조나단을 끌어들이기로 했으나 조나단은 크립에 관심이 없었다. 하지만 심리 상담을 받은 조나단은 결국 크립에 합류하기로 한다. 조나단까지 다섯 명이 된 크립은 이름을 콘(Korn)으로 바꾸기로 한다. 이 이름은 조나단이 제안한 것으로, 갑자기 그 이름이 떠올라서 결정하게 되었다고 한다.
그 해 4월, 콘은 프로듀서 로스 로빈슨과 함께 데모 앨범 Neidermeyer's Mind을 제작하게 된다. 그러나 당시 그런지 록이 지배하고 있던 풍토 때문에 콘은 쉽사리 음반사와 계약을 따내지 못했다. 여러 번의 계약 시도가 실패로 돌아간 후 그들은 이모탈/에픽 레코드와 계약을 하게 된다. 레코드사의 폴 폰투스가 한 나이트클럽에서 콘의 노래를 들었고, 그 자리에서 바로 계약을 해버렸다. 1년여의 작업 끝에 1994년 10월, 콘의 첫 번째 스튜디오 앨범이 발매되었다.
콘의 첫 번째 앨범은 헤비 메탈, 얼터너티브 록, 힙합, 펑크 등의 요소가 잘 결합되어 있다. 첫 번째 싱글로 발표된 Blind는 어느 정도 괜찮은 정도 전파를 탔다. 앨범을 발매한 후 그들은 방송의 도움 없이 공연만으로 자신들의 활동을 이어나갔다. 이들의 열정적인 라이브 공연은 이들을 숭배하는 헌신적인 팬 층을 만들어냈다. 이러한 노력 끝에 콘의 데뷔 앨범은 빌보드 200 차트에 이름을 올릴 수 있었으며, Shoots and Ladders는 그래미 메탈 연주 부문 수상 후보까지 되었다.
그들은 단지그(Danzig)의 오픈 밴드로서 첫 번째 대형 공연을 하게 되었다. 1995년 동안 메가데스(Megadeth), 311, 피어 팩토리(Fear Factory), 플롯섬 앤 젯섬(Flotsam and Jetsam), KMFDM 등과 함께 공연하였다. 콘의 이름을 가장 많이 알린 공연은 데프톤즈(Deftones)와 함께한 오지 오즈번(Ozzy Osbourne)의 투어였다.
콘은 이후에도 슈거 레이(Sugar Ray) 등과 공연을 펼친 후 두 번째 앨범 작업에 들어간다.

### The Path of Totality앨범 발매 및 활동 (2011–2012)
콘의 열번째 정규 앨범 The Path of Totality은 2011년 12월 6일 발매되었다. 로드러너 레코드사에서 발매하는 두 번째 앨범이자 마지막 앨범이었다. 이 앨범에는
스크릴렉스(Skrillex), 12th Planet, Excision, 다운링크(Downlink), 킬더노이즈(Kill the Noise), Noisia 등 다양한 EDM 뮤지션들이 참여했다. 앨범 발매와
동시에 빌보드 200차트의 10위를 기록했고 5만5천장이 팔렸다. 정규 앨범 발매에 앞서 2011년 4월에 "Get Up!"이 싱글로 나왔다. 이 곡은 버블링 언더 핫 100차트에서 8위를 기록하며 15만건의 다운로드를 기록했다. 두 번째 싱글 "Narcissistic Cannibal"은 2011년 10월에 발매되었는데 뮤직비디오는 섀도우머신 필름의 알렉산더 벌클리(Alexander Bulkley)가 맡았다. 이 곡은 버블링 언더 핫 100차트에서 7위를 기록했다.
The Path of Totality는 2011년 케랑! 어워즈에서 명예의 전당에 헌액되었으며 2012년 리볼버 골든 갓 어워즈에서 올해의 앨범상을 수상했다.
이것은 골든 갓 어워즈에서 받는 콘의 첫 번째 상이었다.

## 멤버 구성

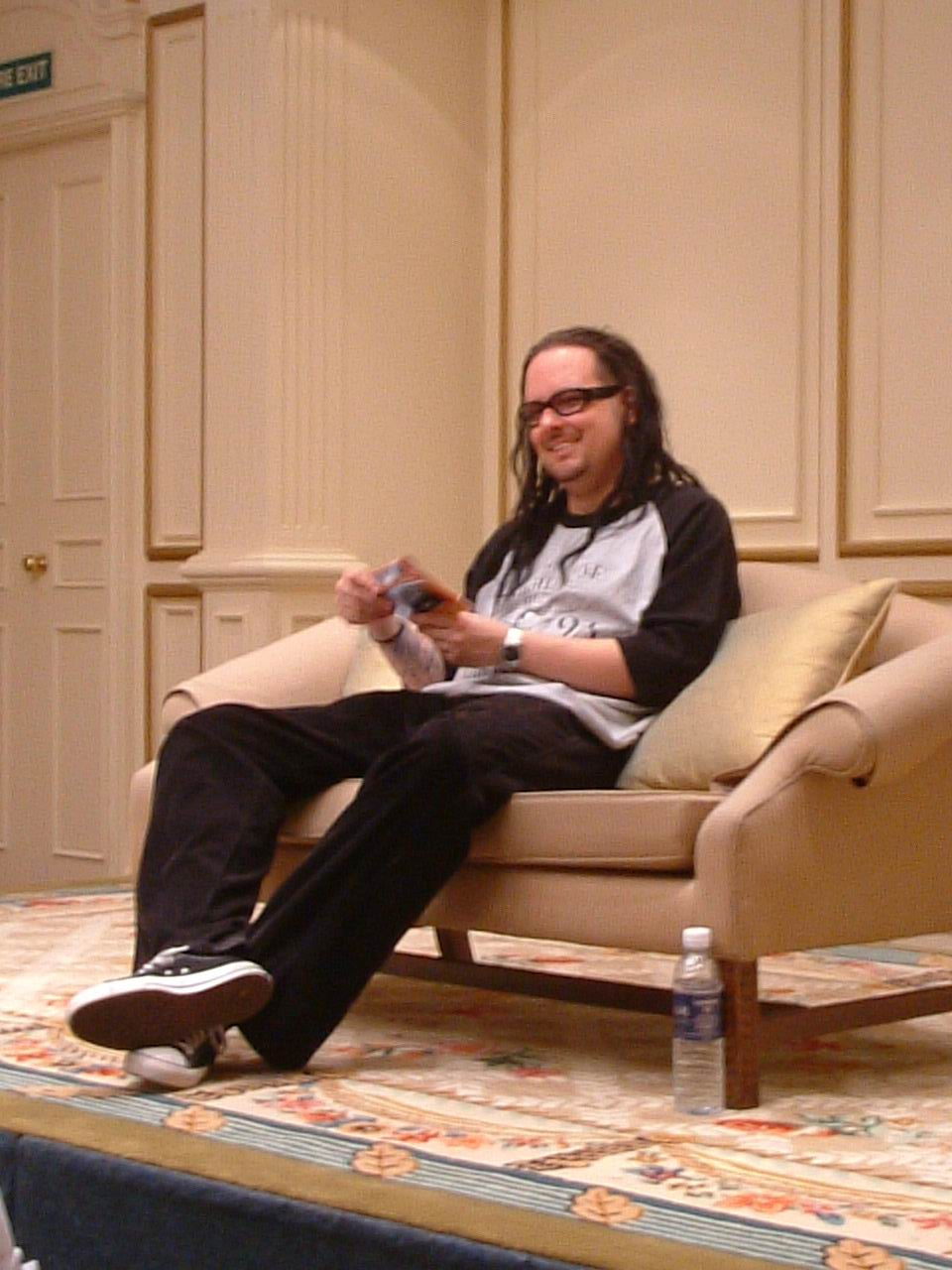
조나단 데이비스

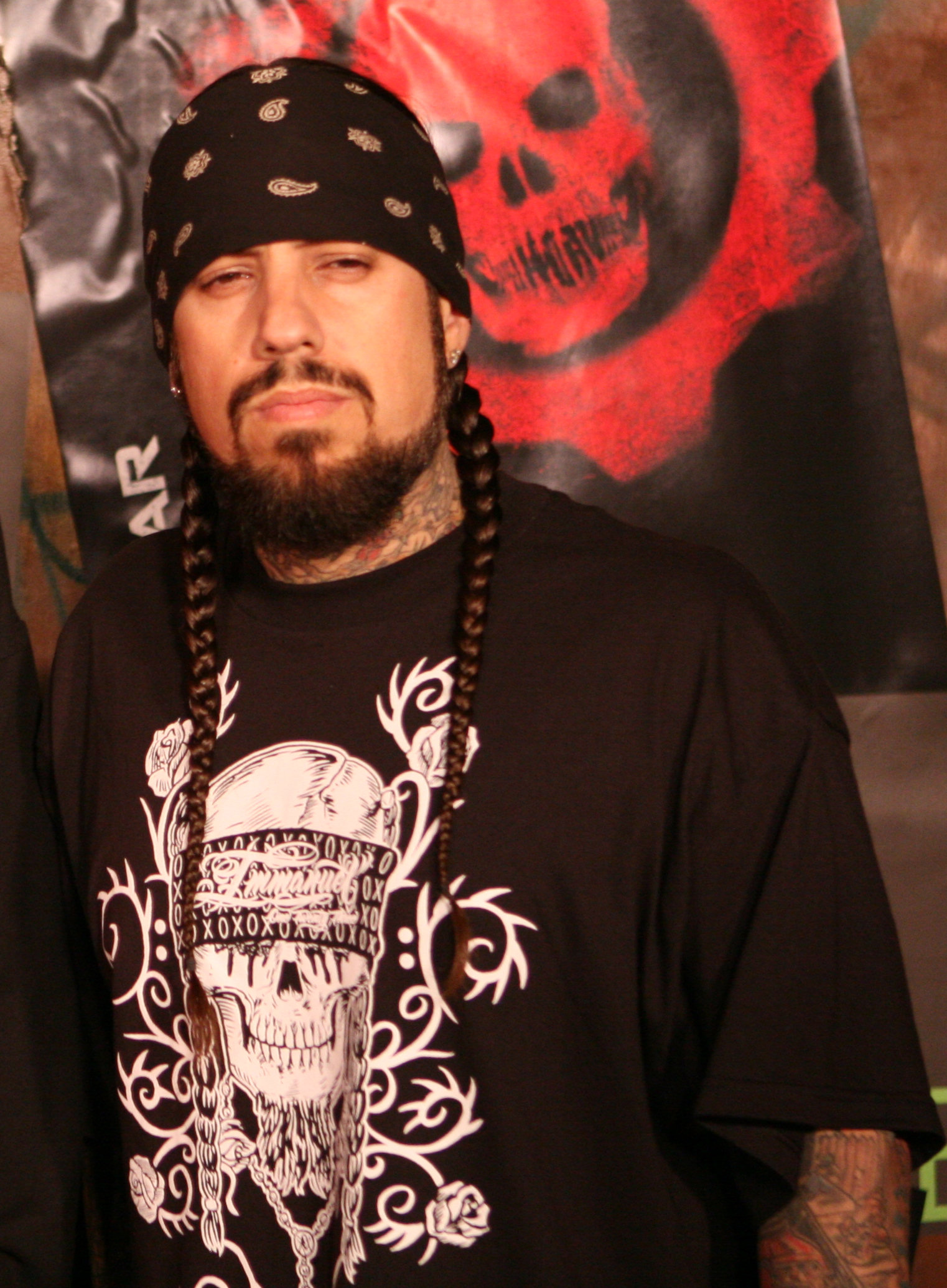
필디

- 조나단 데이비스(Jonathan Davis) - 보컬, 백파이프(사진 첫 번째)
- 멍키(James "Munky" Shaffer) - 기타
- 필디(Reginald "Fieldy" Arvizu) - 베이스 기타 (사진 두 번째)
- 헤드(Brian "Head" Welch) - 기타
- 레이 루지어(Ray Luzier) - 드럼

### 기존 멤버
- 데이비드 실버리아(David Silveria) - 드럼 (1993-2007)

2005년 2월 22일, 콘의 홈페이지  공지사항에 아래와 같은 글이 올라왔다.
“헤드는 주 예수 그리스도를 자신의 구원자로 여겼으며, 앞으로 그를 위한 음악활동을 이어갈 것이다.”
이 공지 이후 헤드는 밴드를 떠났으며, 이후 기독교도로서의 솔로 음악 활동을 계속 할 것으로 알려져 있다.
그러나 현재는 다시 밴드에 복귀했다.

## 디스코그라피

### 정규 음반
콘은 아래와 같은 14장의 정규 음반을 발표했다.
| 발매일           | 제목                           | 레이블                           |
| ---------------- | ------------------------------ | -------------------------------- |
| 1994년 10월 11일 | Korn                           | Immotal/Epic                     |
| 1996년 10월 15일 | Life Is Peachy                 | Immotal/Epic                     |
| 1998년 8월 18일  | Follow the Leader              | Immotal/Epic                     |
| 1999년 11월 16일 | Issues                         | Immotal/Epic                     |
| 2002년 6월 11일  | Untouchables                   | Immotal/Epic                     |
| 2003년 11월 21일 | Take a Look in the Mirror      | Immotal/Epic                     |
| 2005년 12월 6일  | See You on the Other Side      | EMI/Virgin                       |
| 2007년 7월 31일  | Untitled                       | EMI/Virgin                       |
| 2010년 7월 13일  | Korn III: Remember Who You Are | Roadrunner                       |
| 2011년 12월 6일  | The Path of Totality           | Roadrunner                       |
| 2013년 10월 8일  | The Paradigm Shift             | Prospect Park/Caroline/Universal |
| 2016년 10월 21일 | The Serenity of Suffering      | Roadrunner                       |
| 2019년 9월 13일  | The Nothing                    | Roadrunner, Elektra              |
| 2022년 2월 4일   | Requiem                        | Loma Vista, Concord              |

### 대표 히트곡(싱글)
- Blind (1994) : (눈이 멀다)
- Shoots and Ladders (1994) : (사격과 사다리. 어린이 보드 게임인 'Chutes and Ladders'에서 따옴)
- Good God (1996) : (야단 났군)
- A.D.I.D.A.S. (1996) : (All Day I Dream About Sex(매일 나는 섹스를 꿈꾼다)의 줄임말)
- Freak on a Leash (1998) : (사슬에 묶인 일탈) : 그래미상 뮤직비디오 부문 수상
- Got the Life (1998) : (삶을 얻다)
- Falling Away from Me (1999) : (내게서 떨어져)
- Here to Stay (2002) : (여기에 머물러) : 그래미상 메탈 음악 연주 부문 수상
- Thoughtless (2002) : (생각이 없는)
- Alone I Break (2002) : (외로이 나는 부서진다)
- Did My Time (2003) : (최선을 다했어)
- Right Now (2003) : (지금 당장)
- Twisted Transistor (2005) : (뒤틀린 라디오)
- Coming Undone (2005) : (파멸해간다)
- Evolution (2007) : (진화)
- Get Up! (2011) : (일어나)
- Narcissistic Cannibal (2011) (자기도취증 식인자)
- Never Never (2013) (절대 절대)

## 콘이 영향을 준 아티스트
케랑!지로부터 "데쓰메탈, 힙합, 고쓰록, 일렉트로니카의 창조적인 퓨전"을 만들어냈다고 평가받는 콘은, 아래 아티스트들에게 영향을 주었다.
- 림프 비즈킷(Limp Bizkit) - 보컬인 프레드 더스트는 조나단 데이비스으로부터 가장 큰 영감을 얻었다고 밝힌 바 있다.
- 에반에센스(Evanescence) - 보컬인 에이미 리는 콘의 5번째 앨범 Untouchables가 자신이 가장 좋아하는 앨범 중 하나라고 밝힌 바 있다. 에반에센스는 2004년 공연 도중 Untouchables에 수록된 'Thoughtless'를 부르기도 했다. 에이미 리는 콘의 라이브 앨범인 MTV Unplugged: Korn에서 조나단 데이비스와 함께 'Freak on a Leash'를 부르기도 했다.
- 슬립낫(Slipknot) - 기타리스트 믹 톰슨과 제임스 루트는 멍키와 헤드이 즐겨 쓰는 다운튜닝 기타연주로부터 직접적인 영향을 받았다. 슬립낫의 멤버들은 그들의 데뷔 앨범 Slipknot에서 콘으로부터의 영향을 밝힌 바 있다. 조이 조디슨은 콘의 로고를 기초로 하여 슬립낫의 로고를 제작했다.
- 스테인드(Staind) - 보컬인 아론 루이스는 조나단 데이비스로부터 정신적인 영향을 크게 받았다고 밝힌 바 있다.
- 스태틱 엑스(Static-X), 디스터브드(Disturbed), 코울 챔버(Coal Chamber)는 모두 자신의 앨범에서 콘에 대한 감사를 표시했다.
- 데프톤즈(Deftones)의 치노 모레노 역시 콘에 대한 감사를 표시한 바 있다.
- 머쉬룸헤드(Mushroomhead) - 조나단 데이비스가 그들의 앨범 안에 언급되고 있다.
- 린킨 파크(Linkin Park) - Hybrid Theory, Reanimation, Meteora 앨범에 걸쳐 콘에 대한 감사를 표시했다.
- 서태지(Seo Taiji) - 서태지의 6집은 콘의 영향을 직접적으로 받았고 2004년 1월에는 한국에서 같이 합동공연을 하기도 했다. 특히 서태지에게 끊임없이 제기되어온 표절시비 문제에 대해서도 본인들은 서태지가 자기 자신들의 음악을 표절한 부분이 전혀 없다면서 오히려 서태지의 편을 들고 서태지를 응원하는 등 서로 매우 특별한 사이임을 알 수 있게끔 증명해주기도 한다.

## 다른 아티스트와의 협동 작업
콘은 다른 아티스트들과 많은 협동 작업을 해낸 바 있다. 그들의 작업은 뉴 메탈에 한하는 것이 아니라, 다른 여러 장르를 포괄하고 있다. 콘이 다른 아티스트의 곡을 커버하기도 하고, 다른 아티스트들이 콘을 커버하기도 하며, 서로의 앨범이나 라이브 공연에서 함께 모습을 드러내기도 한다.
- 나스(Nas) - 콘의 노래 "Play Me"에 피처링했다.
- Notorious B.I.G(Notorious B.I.G.) - 콘이 그의 노래 "Wake Up Now"에 피처링했다.
- 다크 뉴 데이(Dark New Day)의 기타리스트이자 세븐더스트(Sevendust)의 전 기타리스트인 클린트 로워리는 콘의 라이브 공연 임시 기타리스트로 활동했었다.
- 데드시(Deadsy) - 조나단 데이비스가 데드시의 "Sleepy Hollow"와 "The Key to Grammercy Park"를 불렀다.
- 데프톤즈(Deftones) - 치노 모레노(Chino Moreno)가 조나단 데이비스와 함께 "Wicked"의 커버 버전을 불렀다. 콘의 Life Is Peachy 앨범에 수록된 "Chi"는 데프톤즈의 베이시스트인 치 쳉(Chi Cheng)의 이름에서 따온 것이라고 한다.
- 디스터브드(Disturbed) - 데이비드 드레이먼이 "Forsaken"을 불렀으며, 멍키와 헤드가 기타를 쳤다.
- 람슈타인(Rammstein) - 콘의 "Freak On A Leash"와 "Good God"을 리믹스했다.
- 린킨 파크(Linkin Park) - 조나단 데이비스가 "One Step Closer"의 리믹스인 "1stp Klosr"의 제작을 도왔다. 조나단의 도움 덕에 노래가 원래 버전보다 더욱 더 무거워졌다. 콘과 린킨 파크는 이 곡을 프로젝트 레볼루션에서 연주하기도 했다(LP Underground v4.0에 수록되어 있음). 체스터 베닝턴은 헤드와 멍키의 기타 연주와 함께 "System"이라는 곡을 부르기도 했다. 체스터와 콘은 나인 인치 네일즈(Nine Inch Nails)의 미공개 커버곡인 "Head Like a Hole"을 녹음하기도 했다.
- 림프 비즈킷(Limp Bizkit) - 조나단 데이비스가 "Nobody Like You"에 참여했다. 프레드 더스트가 "All in the Family"에 참여했다. 필디가 "Counterfeite Countdown"의 리믹스를 프로듀싱했다. 필디가 데모 테잎을 프로듀서인 로스 로빈슨에게 보냄으로써, 림프 비즈킷은 현재의 위치에 오를 수 있게 되었다. 림프 비즈킷은 라이브 공연에서 콘의 "Blind"를 연주함으로써 감사함을 표현하곤 한다.
- 마릴린 맨슨(Marilyn manson)의 "Redeemer"는 조나단 데이비스가 작곡하였으며 멍키와 헤드가 기타 연주를 하였다.
- 배드 릴리전(Bad Religion)의 브룩스 와커맨이 콘의 8번째 앨범에서 드럼을 쳤다.
- 비디오드론(Videodrone) - 조나단 데이비스가 "Ty Jonathan Down"에 보컬로 참여했다. 헤드가 "Power Tools For Girls"의 기타로 참여했다.
- 세풀투라(Sepultura) - 조나단 데이비스가 "Lookaway"에 참여했으며, 데이비드 실버리아가 "Ratamahatta"에 참여했다.
- 스태틱-엑스(Static-X) - 멍키와 헤드가 "Not Meant For Me"에 참여했다.
- 슬립낫(Slipknot) - 코리 테일러가 콘과 함께 "Freak on a Leash"를 몇번 부른 바 있다. 조이 조디슨은 콘의 임시 드러머이기도 하다.
- 아이스 큐브(Ice Cube) - "Children of the Korn"에 참여한 바 있다. 멍키와 헤드가 아이스 큐브의 "Fuck Dying"에 참여했다.
- 에반에센스(Evanescence) - 에이미 리가 콘의 라이브 앨범인 MTV Unplugged: Korn에서 "Freak on a Leash"의 배킹 보컬을 맡았다.
- 에버래스트(Everlast)가 DJ 리설의 "Freak On a Leash" 리믹스 앨범에 참여했다.
- 오지(Orgy) - 조나단 데이비스가 "Revival"의 보컬에 참여했으며, 헤드와 멍키가 "Slept So Long"의 기타에 참여했다.
- 피어 팩토리(Fear Factory) - 크리스천 올드 울버스가 콘과 3번의 유럽 공연에 참여했다. 전 멤버인 디노 카자레스가 멍키가 8현 전자 기타(8-string electric guitar)를 칠 수 있도록 도와줬다.
- 핑크(P!nk) - 조나단 데이비스가 "God Is A DJ"를 프로듀싱했다.
- 스크릴렉스(Skrillex) - 10집 "The Path Of Totality"에 참여했다.